# 3-Metilfentanil
3-Metilfentanil (3-MF, mefentanil) je opioidni analgetik koji je analog fentanila. 3-Metilfentanil jedan od najpotentnijih lekova koji je široko korišten na crno. Procenjuje se da je 400-6000 puta jači od morfina u zavisnosti od toga koji izomer se koristi (pri čemu je cis izomer potentiniji).
3-Metilfentanil je otkriven 1974 i naknadno se pojavio na ulicama kao alternativa za tajno proizvedeni fentanilni analog α-metilfentanil. Međutim, brzo je postalo jasno da je 3-metilfentanil znatno potentniji od α-metilfentanila, i da stoga predstavlja znatno veću opasnost.